# 蛋彩畫

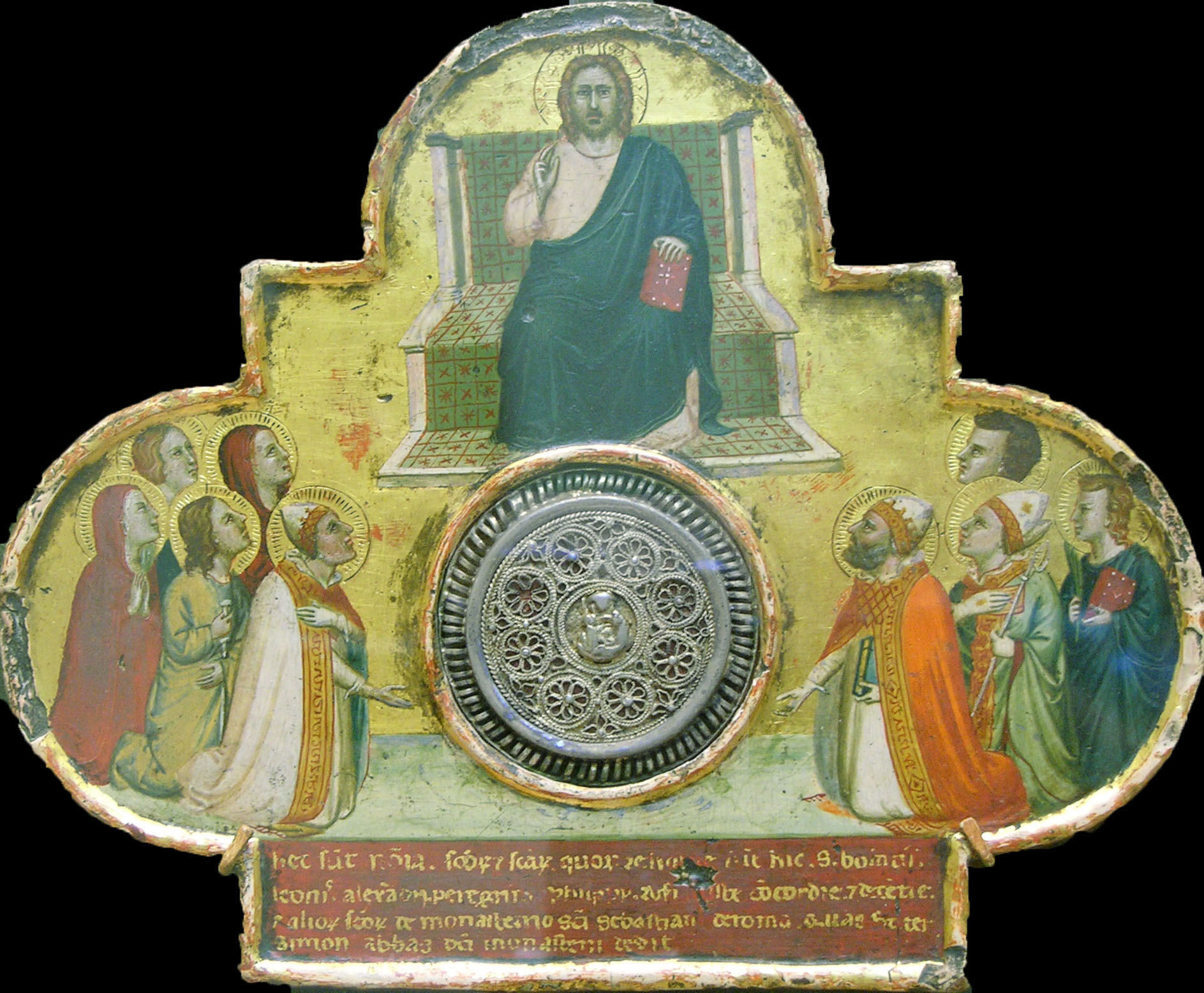
十四世纪由Bernardo Daddi所做的蛋彩画

蛋彩畫（英文：Tempera或Egg Tempera），是一種永久性、快乾的繪畫媒介，主要是將雞蛋混入繪畫顏料當中來繪畫，有很多種混合方式，蛋彩畫可長久保存，目前仍留有西元一世紀的作品。蛋彩畫是歐洲主要的繪畫方式，盛行於文藝復興初期，到了1500年才被油畫取代。

## 歷史
蛋彩畫在早期埃及的石棺裝飾上發現。許多法尤姆木乃伊肖像畫使用了蛋彩畫，有時還會結合另一種古代世界的繪畫技術，以熔化的蠟來創作的蠟畫。蛋彩畫也被用於3世紀杜拉歐羅普斯猶太教堂（Dura-Europos synagogue）的壁畫。
一種相關的技術也被用於古代和中世紀早期的繪畫，在印度的一些洞穴和岩雕寺廟中發現。4世紀末至10世紀期間在巴格石窟（Bagh Caves）和7世紀在奧里薩的拉萬-查亞岩石庇護處（Ravan Chhaya rock shelter）中借助蛋彩畫創作了高品質的藝術作品 。
這種藝術技術在古典世界就已為人所知，並似乎取代了蠟畫。在拜占庭世界和中世紀及文藝復興早期的歐洲是板畫和泥金裝飾手抄本的主要媒介。在1500年以前，蛋彩畫幾乎是所有歐洲中世紀和文藝復興早期畫家的主要板畫媒介。例如，大多數現存的米開朗基羅的板畫皆以蛋彩畫創作，一個例外是他的《多尼圓幅》（Doni Tondo），同時使用了蛋彩顏料和油畫顏料。
油畫可能起源於5至9世紀的阿富汗，中世紀時向西遷移，最終取代了蛋彩畫。油畫在15世紀北歐的早期尼德蘭繪畫中取代了蛋彩畫，成為藝術品創作的主要媒介。1500年左右，油畫在義大利取代了蛋彩畫。在19世紀和20世紀的西方藝術中，前拉斐爾派、社會現實主義斷斷續續復興蛋彩畫技術。蛋彩畫在希臘和俄羅斯則繼續使用，是東正教聖像畫的傳統媒介。

## 方法
典型的蛋彩是使用手磨的天然顏料粉，混入蛋黃。基本上是以蛋黃為基材來當顏料。有時也會加入如蛋劑（蛋黃或蛋清）、亞麻仁油、清水、薄荷油、達瑪樹脂、凡立水、酒精、醋汁等，配製較複雜。配方的不同，使用方法及效果也不同。當油畫在中世紀被發明後，蛋彩依然被使用，不過變成加入透明的油，拿來打油畫基底或是畫完之後的保護層。但不到一世紀的時間，古老的蛋彩畫在16世紀就幾乎被油畫所取代了。
蛋彩畫顏料乾的時間非常快，因此繪畫技巧是一次只上一點點、薄薄的一層，並盡量使用十字型筆觸 （cross-hatching）。在蛋彩畫沒乾時，顏色非常淺、乾了之後、就會變得深色而帶有光澤，色彩層次豐富、透明。
蛋彩畫往往被運用在薄薄的半透明和全透明的圖案中，因為當蛋彩顏料乾了之後，就會造成矇矓而柔和的效果，正因為它不能像油畫一樣反覆塗上厚厚的油彩，蛋彩畫很少能像油畫畫出非常深的深色。

## 誤用
真正古老的蛋彩畫都是永垂不朽的經典之作。但蛋彩畫此字在今日被一些畫商誤用在古老的畫作上。最常見的是畫商往往將水粉畫（gouache：一種用水彩和膠混合畫成的繪畫形式）講為蛋彩畫。事實上裡面根本沒有與蛋彩畫相近的原料。

## 圖庫

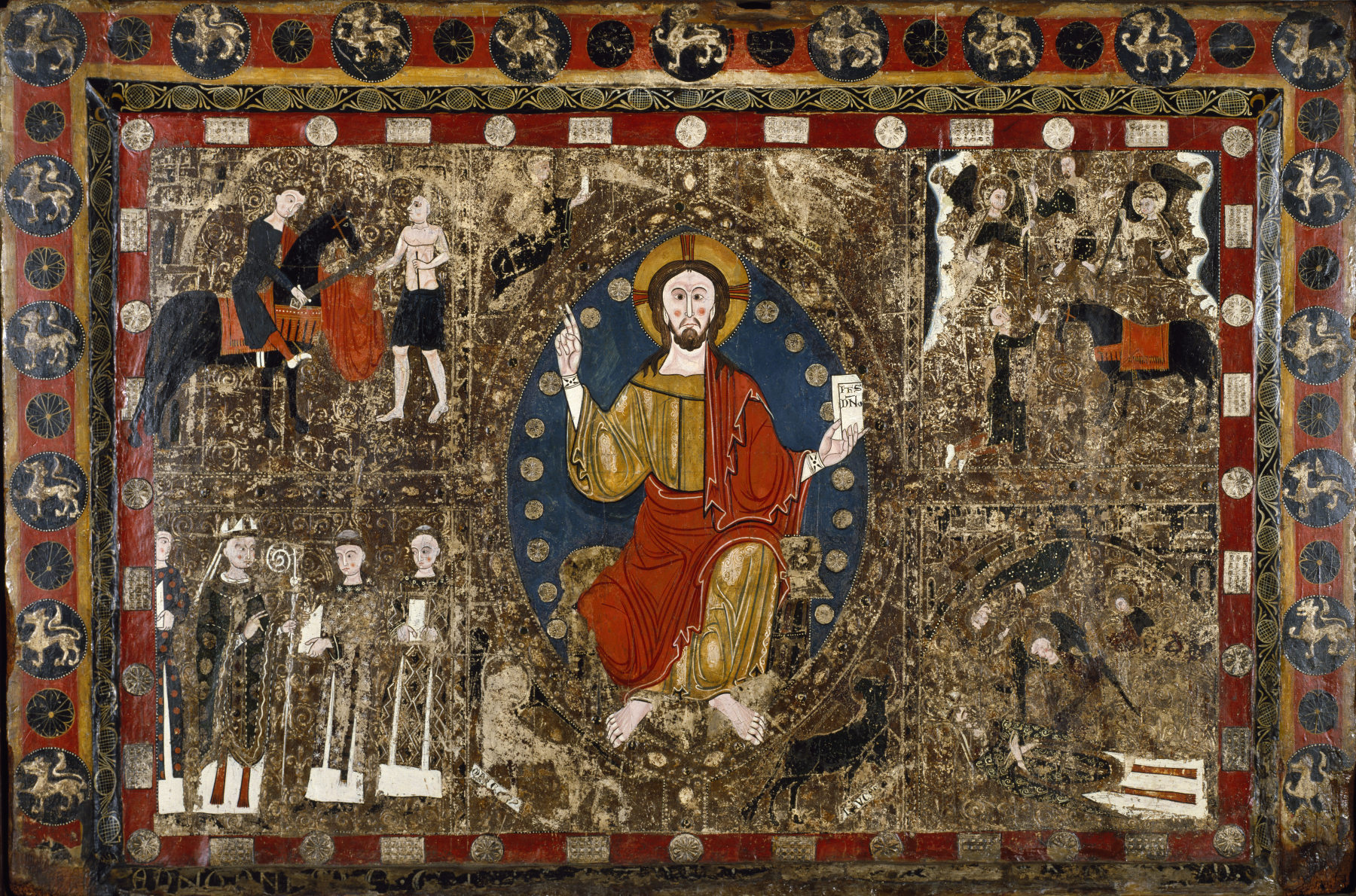
Spanish, Altar Frontal with Christ in Majesty and the Life of Saint Martin, 1250, The Walters Art Museum
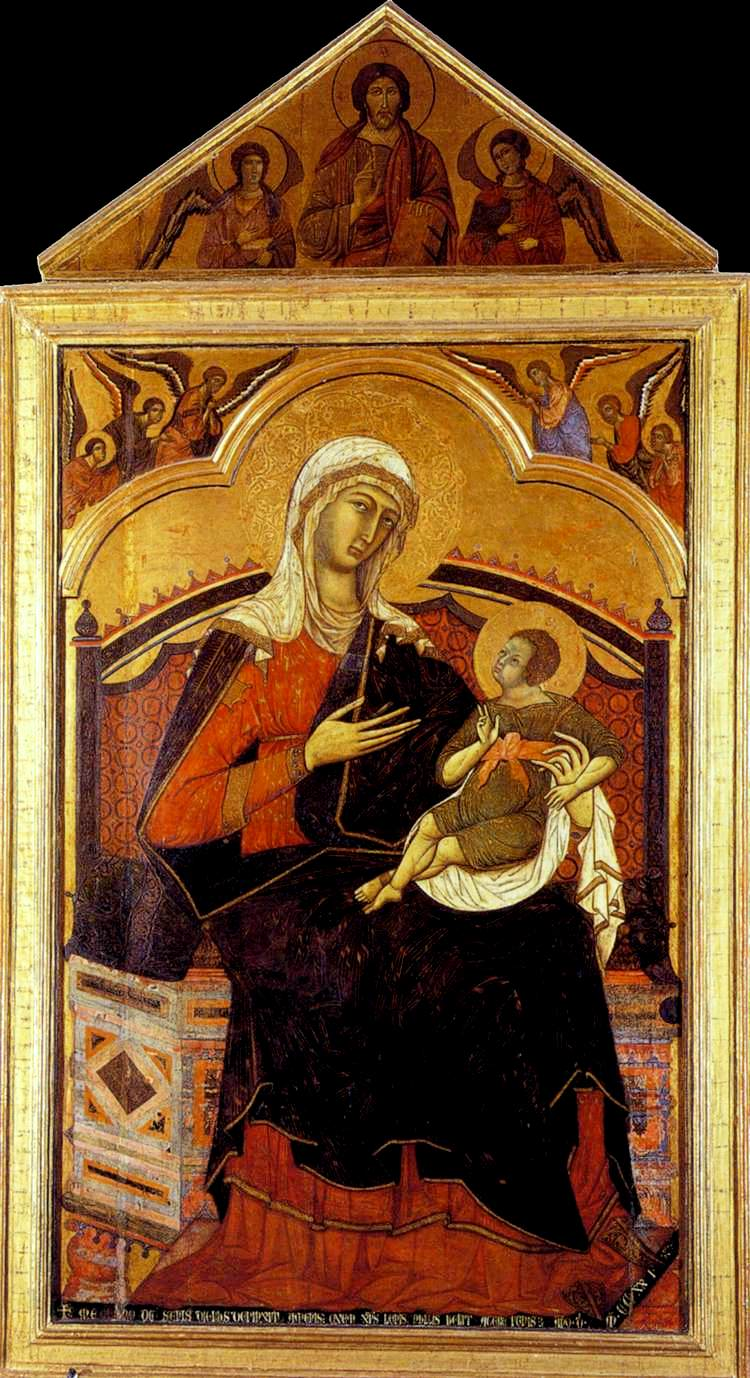
Guido da Siena, Madonna, Church of San Regolo, Siena, tempera and gold on panel, 1285–1295
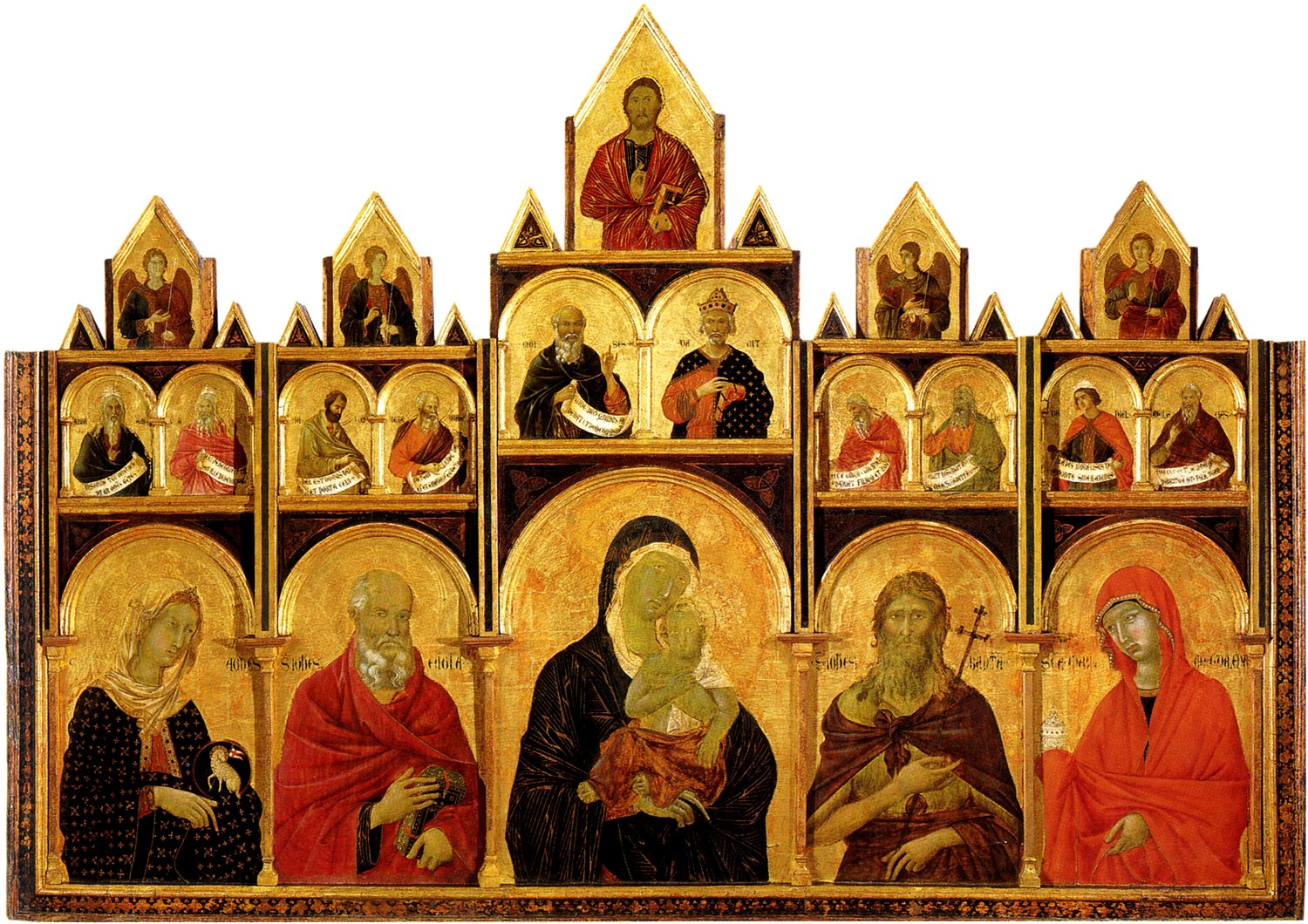
Duccio, Madonna and Child with saints polyptych, tempera and gold on wood, 1311–1318
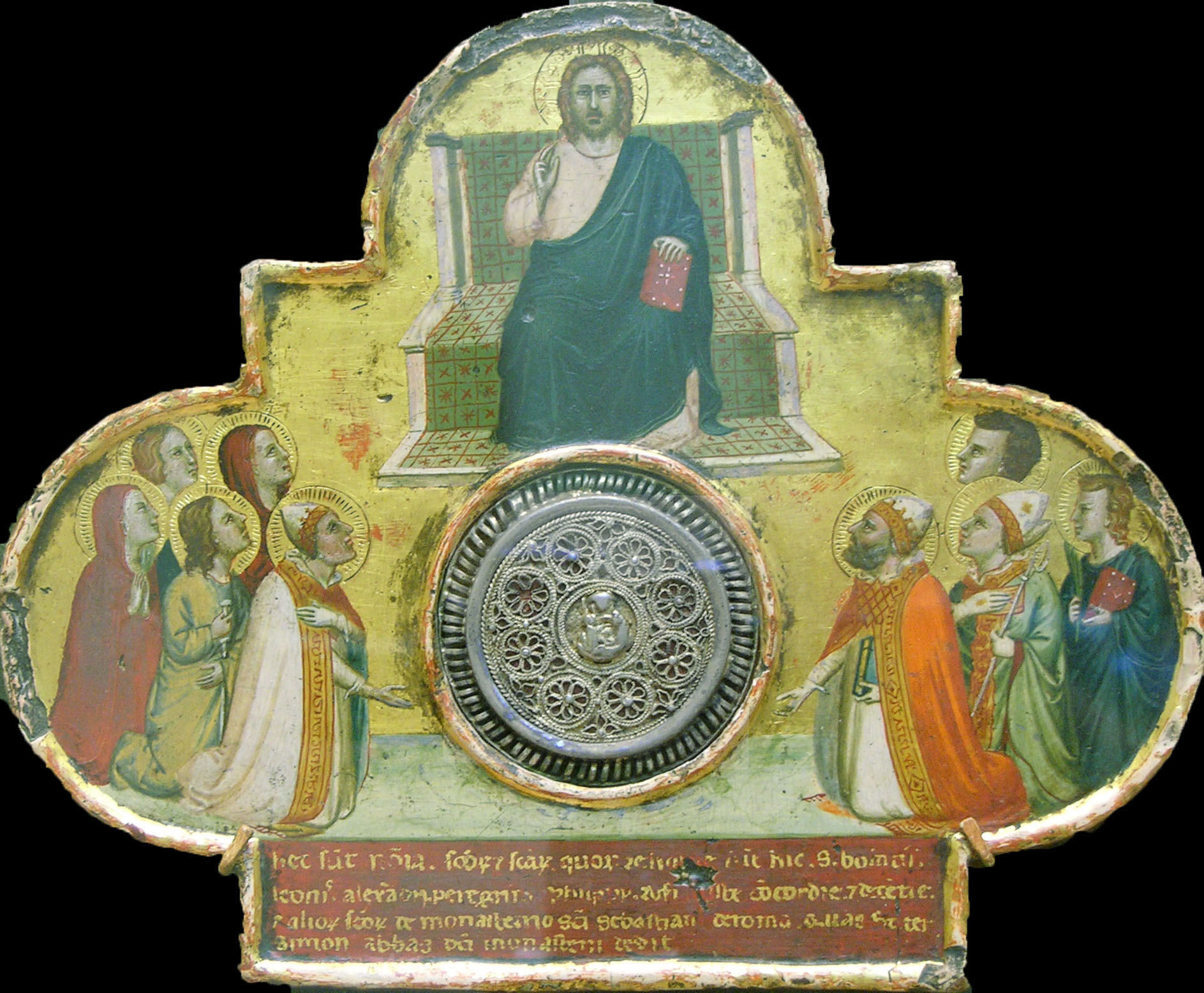
Bernardo Daddi, Christ Enthroned with Saints Sebastian, Leo, Alexander, Peregrine, Philip, Rufianiaus, Justa, Concordius and Decentius, 14th century
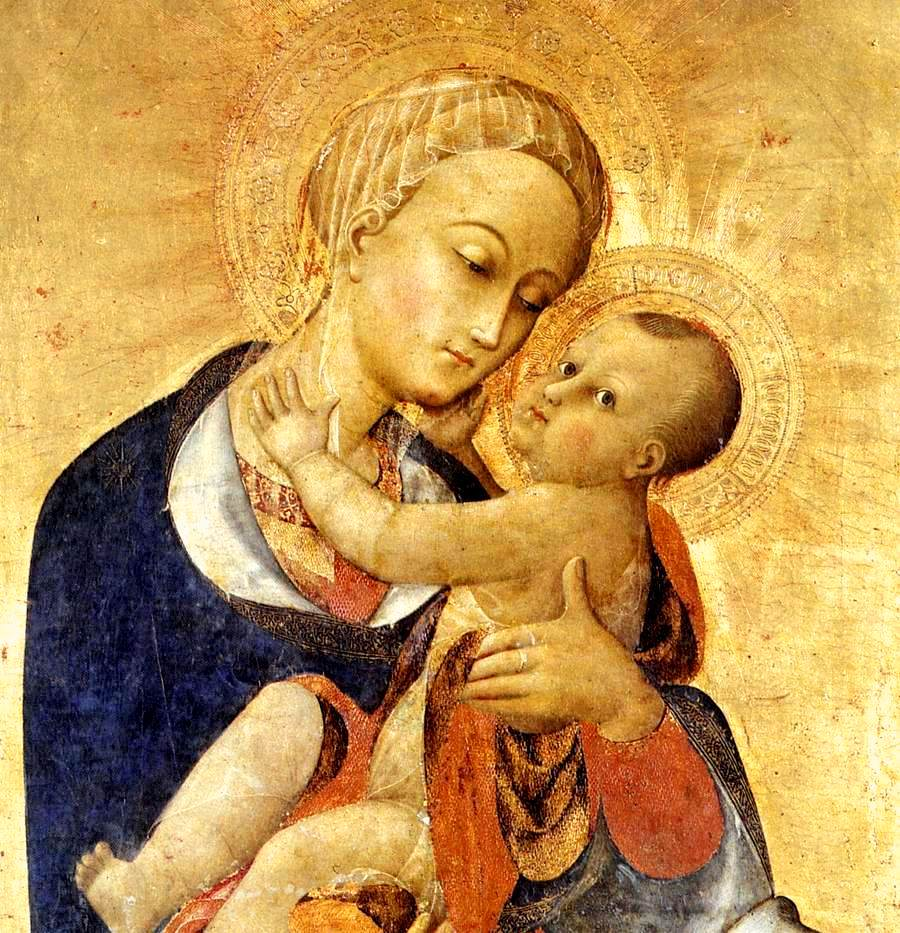
Sassetta, detail of Virgin and Child with Four Saints, tempera on wood, 1435
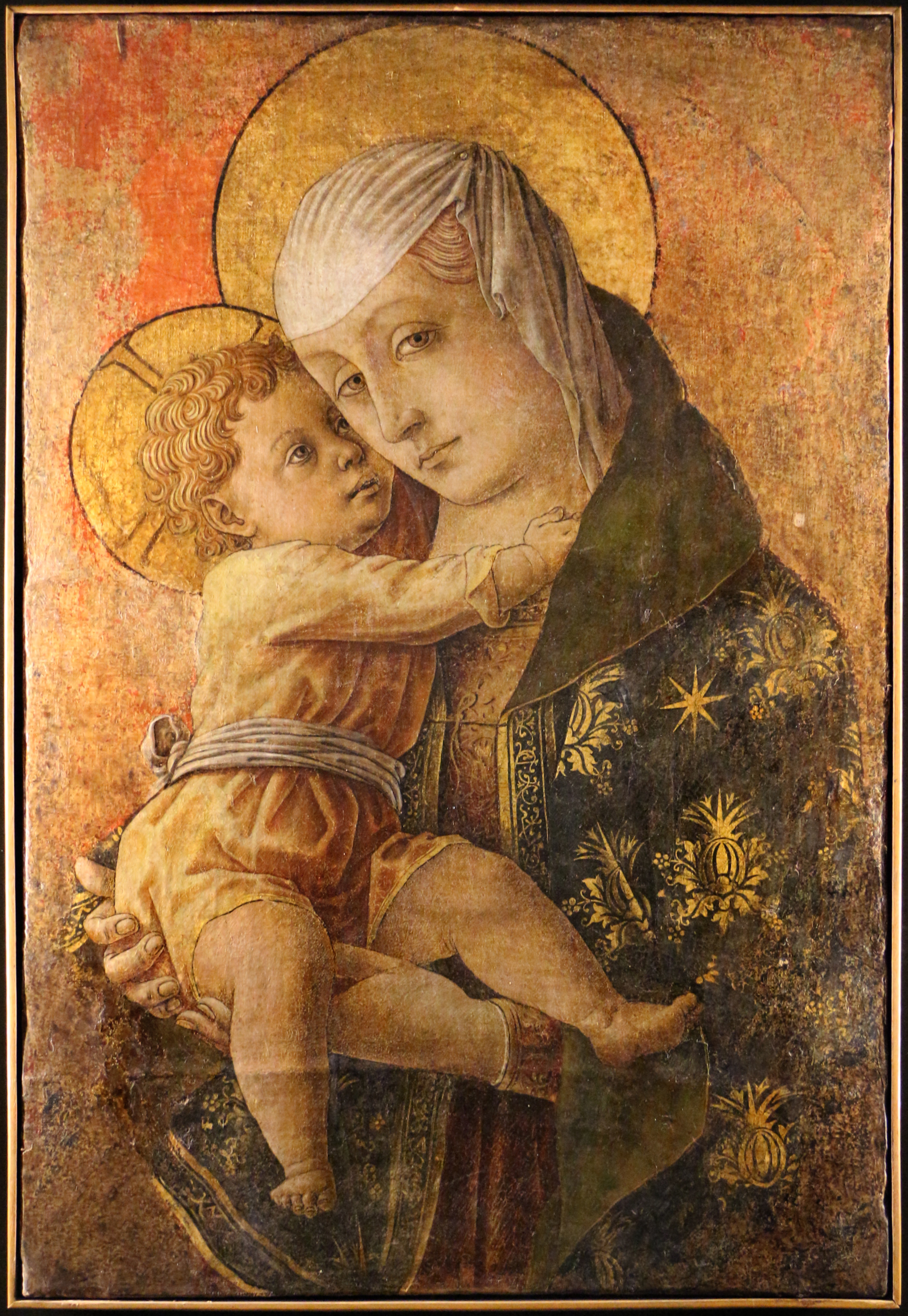
Carlo Crivelli, Madonna with Child, tempera on wood, transferred to canvas, 1470
Sandro Botticelli, The Birth of Venus, tempera on canvas, c. 1486
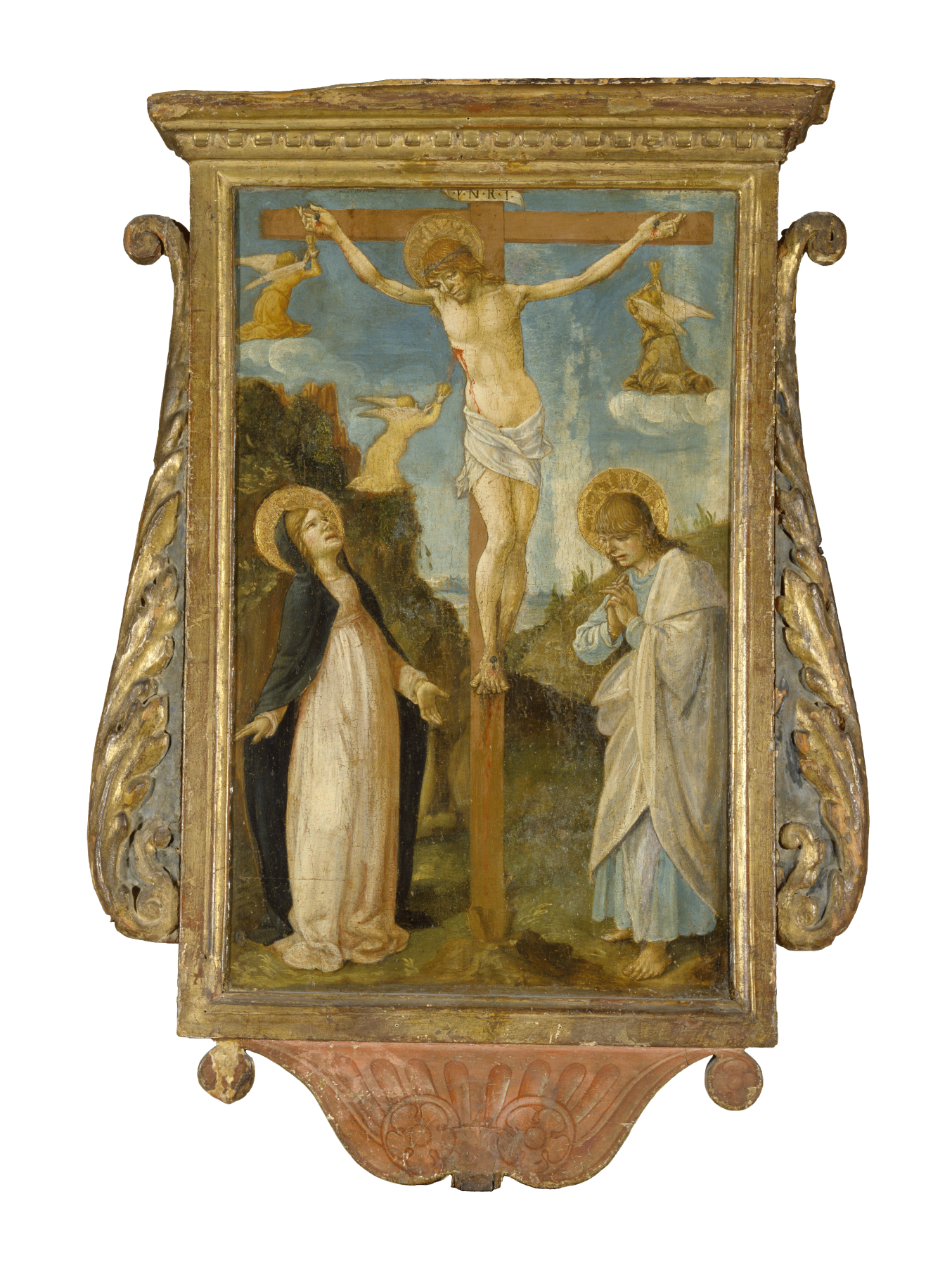
Lorenzo d'Alessandro, The Crucifixion; Saint Michael, ca. 1480–1490, The Walters Art Museum
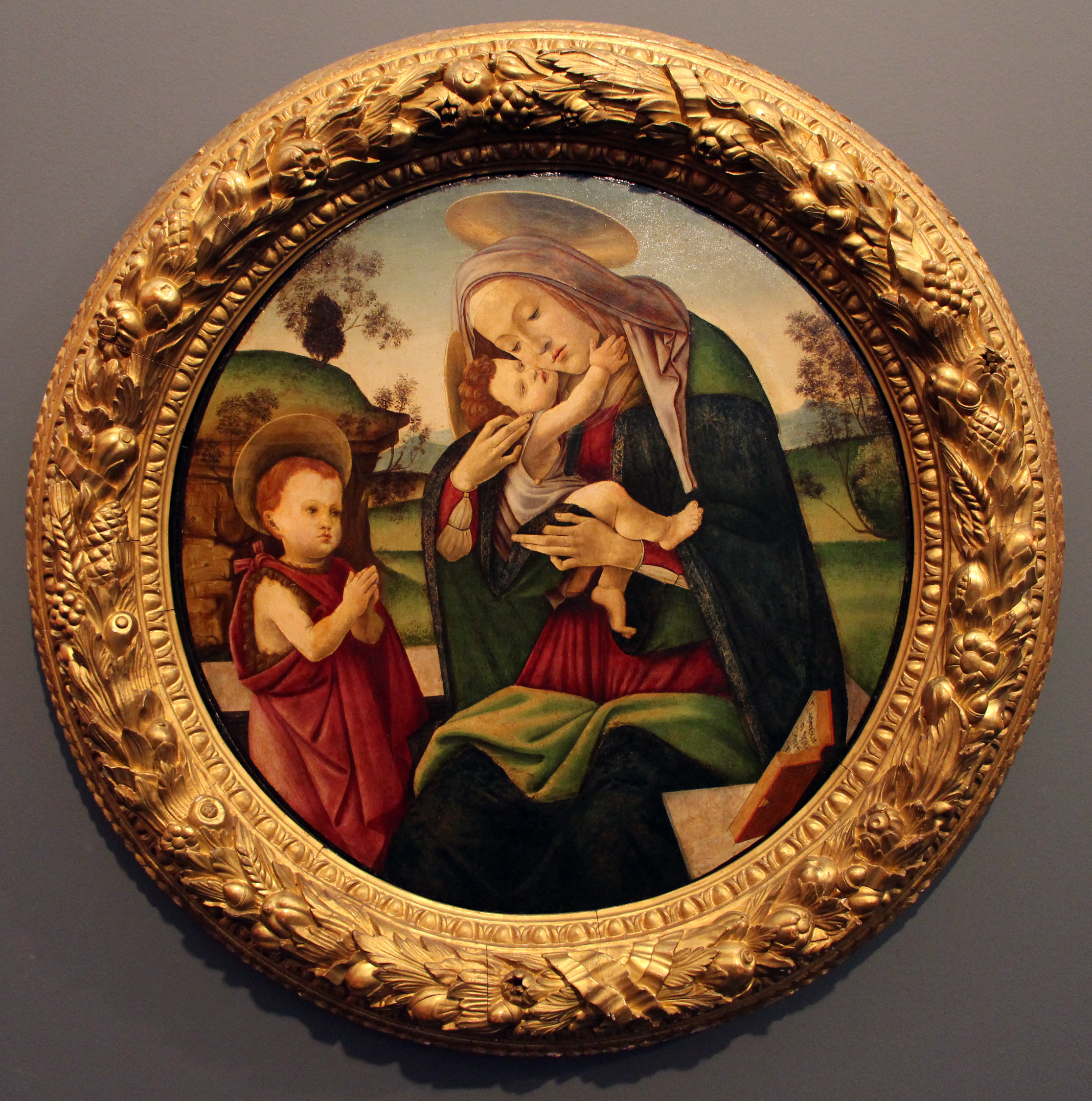
Sandro Botticelli, tempera on panel, 1490–1500
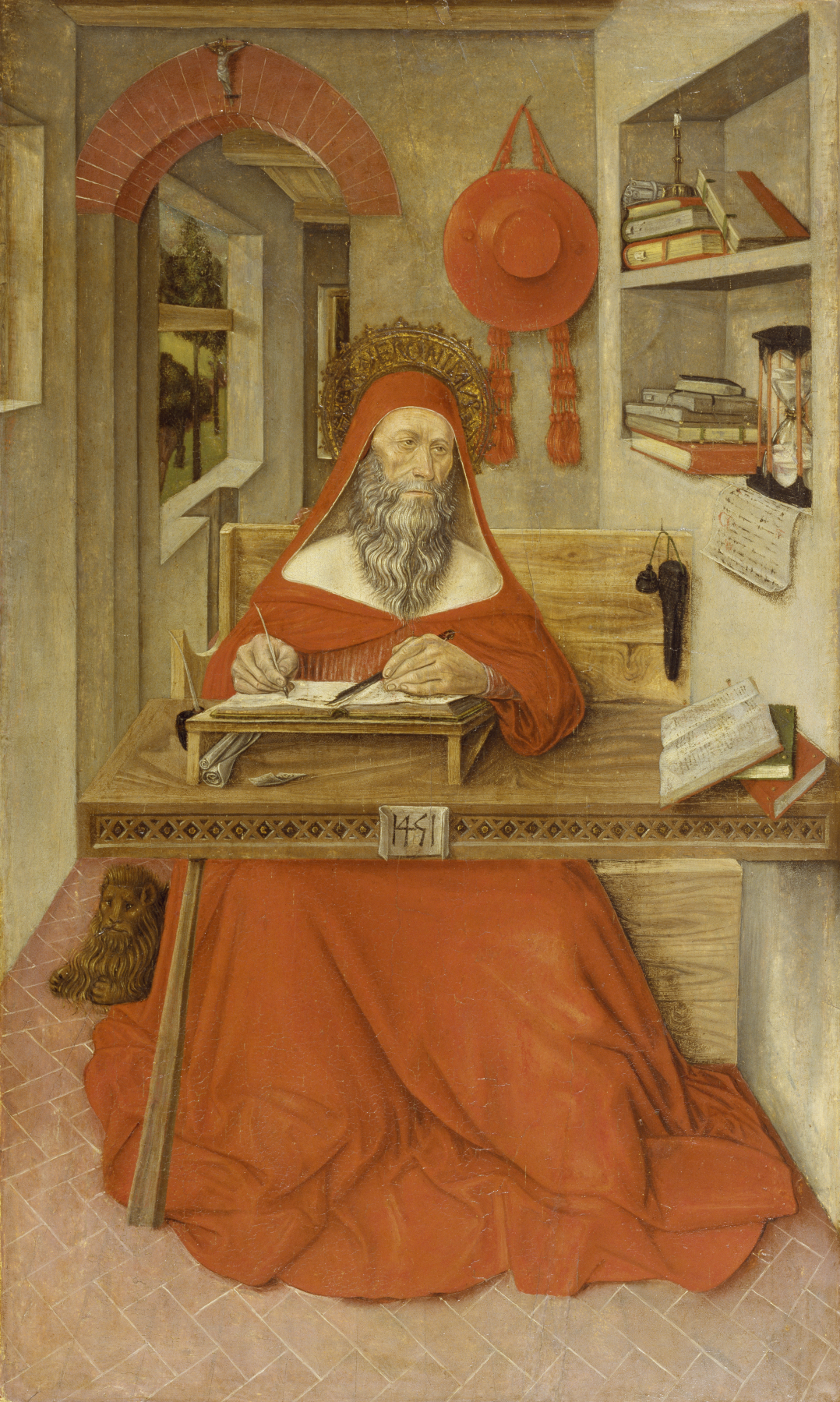
Antonio da Fabriano, Saint Jerome in His Study, 1541, The Walters Art Museum
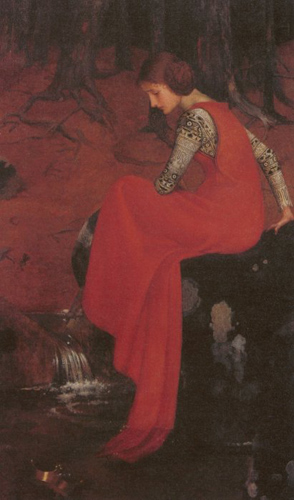
Marianne Stokes, Melisande, tempera on canvas, 1895–1898

## 外部連結
- 蛋彩畫家協會 - 英文
- 辭條：蛋彩畫（Egg Tempera / Tempera）（页面存档备份，存于）

1. ↑  . Wondermondo.com. 2010-06-04  [2012-07-29]. （原始内容存档于2018-06-24）.
2. ↑  . Wondermondo.com. 2010-05-23  [2012-07-29]. （原始内容存档于2018-06-05）.
3. ↑  . Reuters.com. 2008-04-22  [2012-07-29]. （原始内容存档于2021-10-22）.
4. ↑  Theophilus mentions oil media in the 12th Century